# Bîkivka
Bîkivka (în ucraineană Биківка) este o așezare de tip urban din raionul Dzerjînsk, regiunea Jîtomîr, Ucraina. În afara localității principale, mai cuprinde și satele Sarnivka și Tovșcea.

## Demografie
Componența lingvistică a așezării de tip urban Bîkivka
     Ucraineană (98,43%)
     Rusă (1,47%)
     Alte limbi (0,05%)
Conform recensământului din 2001, majoritatea populației așezării de tip urban Bîkivka era vorbitoare de ucraineană (98,43%), existând în minoritate și vorbitori de rusă (1,47%).